# Phommathat
Re Phommathat, il cui titolo ufficiale fu Samdach Brhat-Anya Chao Brahma-kumara Bhumadaraja (Mueang Sua, ... – Pha Pan, 1429), è stato il quarto sovrano del Regno di Lan Xang, la cui capitale era Mueang Sua (detta anche Xieng Thong), l'odierna Luang Prabang nel Laos settentrionale.
Salì al trono dopo la morte del padre Lan Kham Deng nel 1428. Il suo regno durò solo 10 mesi, fino a quando fu assassinato da un complotto di corte.
Le cronache che lo menzionano provengono dagli antichi annali di Lan Xang, di Lanna, di Ayutthaya e di Birmania, che differiscono tra loro. Gli annali di Lan Xang furono tradotti in altre lingue ed interpretati in diversi modi, dando luogo a controversie sull'attendibilità dei riferimenti storici. La principale tra le critiche che determinarono il cambiamento del testo originale, fu dettata dalla convinzione che molti degli avvenimenti storici fossero stati omessi o distorti nell'edizione originale a maggior gloria del regno. Gli avvenimenti e le date relative alla vita di Phommathat non sono quindi pienamente attendibili.

## Biografia
Era il primo figlio di Lan Kham Deng e Keo Pum Fa. Salì al trono nel 1428, ereditando dal padre uno Stato fiorente e ben organizzato, al cui interno però si erano create fazioni che si disputavano il potere. Fece custodire le ceneri del padre nel Wat Manorom, che secondo alcuni fu fatto costruire dallo stesso Phommathat. Il suo regno fu dominato dalla cortigiana Maha Devi (letteralmente: "Grande dea"), un membro della famiglia reale che aveva acquisito crescente importanza durante il regno di Lan Kham Deng.
Le lotte interne fra diverse fazioni dell'aristocrazia e gli intrighi di Maha Devi portarono all'assassinio di Phommathat, che cadde vittima di un'imboscata da lei organizzata. Il sovrano fu attirato in una località chiamata Pha Phan, dove fu ucciso dopo soli 10 mesi sul trono. Durante il suo regno non furono registrati altri eventi rilevanti. Maha Devi fu strumentale nella scelta del successore di Phommathat, che fu un fratello minore del sovrano, il principe Yukhon.

## Crisi del regno
L'assassinio di Phommathat fu il primo dei gravi episodi che avrebbero insanguinato le corte negli anni che seguirono. La brama di potere di Maha Devi provocò in seguito la morte di altri sovrani di Lan Xang nel giro di pochi anni. Sarebbe riuscita a diventare la prima regina di Lan Xang quando ormai aveva più di 90 anni, attorno al 1440. Ma il suo regno durò poco, decisi a porre fine ai suoi soprusi, membri della nobiltà fecero uccidere lei ed il giovane marito, per poi mettere a capo dello Stato un consiglio formato da membri del clero.
Un altro elemento che contribuì ai luttuosi eventi, fu la frattura che avvenne a corte fra la fazione alleata ai siamesi del Regno di Ayutthaya e quella alleata all'Impero Khmer. La prima si era creata quando il re di Ayutthaya Ramathibodi I aveva fatto sposare negli anni sessanta del secolo precedente la figlia Nang Keo Lot Fa a Fa Ngum, il fondatore di Lan Xang. Tale fazione trovò alleati tra gli aristocratici fedeli alla tradizione di corte di Mueang Sua, che erano stati messi in secondo piano da Fa Ngum.
La seconda fazione era legata alla corte khmer, che era stata fondamentale nell'unificazione del paese con l'adozione del futuro sovrano e l'appoggio militare ed economico fornito per la campagna militare che portò alla fondazione di Lan Xang. Alcuni storiografi ipotizzano che l'appoggio di Fa Ngum alla causa khmer ed il conflitto tra le due fazioni avesse influito sulla destituzione e l'esilio dello stesso sovrano, incapace di gestire la situazione nei suoi ultimi anni di vita.

## Genealogia
Phommathath ebbe un solo figlio, il principe Kaya Bunabarna.